# 香岱儿·科维亚祖克
香岱兒（念法：ʃɑn ˈtɑl ˌkrɛ vi ˈa zək，1973年5月18日—），加拿大創作歌手。曲風為成人抒情。她接受過正統的鋼琴訓練，同時也會彈奏吉他。

## 經歷

### 專輯
香岱兒的第一張專輯《考驗人生》，1996年及1997年年初分別於加拿大與美國發行，在美國銷售超過10萬張，以《環繞》和《天生如此》兩首單曲較為知名，在加拿大銷售量達到20萬張，被認證為雙白金唱片。《天生如此》、《信徒》以及《韋恩》三首歌曲在電視頻道以及電台強力播送，但直到第四張單曲《環繞》才成為他第一首電台播放冠軍單曲。1997年，她獲得第一次的朱諾獎提名，提名獎項為最佳新進歌手。
1999年，香岱兒發行了第二張專輯《心情的顏色》，這張專輯由香岱兒與她老公，OLP樂團的主唱梅达 (Raine Maida) 共同創作。專輯中的首張單曲《在你之前》在加拿大電台成為熱門單曲，並成為她在2000年朱諾獎的表演歌曲。該年度的朱諾獎她贏得了「最佳成人/流行專輯」與「最佳女歌手」兩項大獎。
第三張專輯《心的方向》於2002年發行，同樣與梅达共同創作了專輯中多首歌曲。她的首張單曲《In This Life》在加拿大成為熱門單曲並在脫口秀節目「The Tonight Show with Jay Leno」上表演。
2005年，香岱兒於網誌上宣布她正在錄製由梅达製作的第四張專輯。該專輯的首波單曲《All I Can Do》在專輯發行前就可以在官方網站以及 Myspace 上試聽。7月24日搶先於加拿大音樂頻道「Much More Music」播放。該專輯《影子情人》於2006年8月29日發行。

### 原聲帶
香岱兒的作品也出現在電影與電視原聲帶之中。1998年她翻唱了約翰·丹佛的歌曲《搭機離去》，並收錄於電影世界末日原聲帶，這張原聲帶還收錄了史密斯飛船的《I Don't Want to Miss a Thing》。
1999年他為電視影集《戀愛時代》（Dawson's Creek）的原聲帶翻唱了蘭迪·紐曼的抒情歌曲《家的感覺》，之後參與了電影《絕配冤家》（How to Lose a Guy in 10 Days）的原聲帶。另外還在電視影集《Providence》中演唱披頭四的歌曲《在我生命中》。
《In this Life》這首歌成為電影《神啊！救救我吧！》以及《寡居的一年》預告片的配樂。《Time》出現在電影《槓上富家女》、MTV的實境節目《Laguna Beach: The Real Orange County》、ABC的浪漫喜劇《情歸何處》（Men In Trees）、CBS的《天國的女兒》（Joan of Arcadia）和ABC的家庭片《Lucky 7》。另一首歌《This Year》則收錄在電影《美國情緣》（Serendipity）原聲帶。2005年香岱兒的兩首新歌收錄於《牛仔褲的夏天》（The Sisterhood of the Traveling Pants）電影原聲帶。2006年《It's All About a Kiss》則成為電影《幸運之吻》（Just My Luck）的配樂。

### 歌曲創作
2003年，香岱兒開始為其他歌手寫歌。她與 Maidaa在艾薇兒的第二張專輯《酷到骨子裡》中參與創作許多歌曲，其她的專輯包括2004年凱莉·克萊森的專輯《美夢成真》，雙面維若妮卡的《私密情事》，瑪莉安於2005和2007的專輯《單飛》、《Set Me Free》，以及在2006年莎恩·金波的首張單曲《Hanging On》。他們最近一次合作是大衛·庫克同名專輯中的《Permanent》。

### 其他工作
2001年香岱兒在 David Weaver 的獨立影片《Century Hotel》擔任主角，她也與 Maida 寫了電影主題曲《Can't Make it Good》。
2005年她擔任收錄在樂團 Nightmare Of You 首張同名專輯中的《I Want To Be Buried In Your Backyard》的合聲。她也在 Maida 的個人 EP《Love Hope Hero》裡獻聲。
2007年她主演短片《Pretty Broken》也參與了影片製作。
她也在 Men, Women & Children 的《Monkey Monkee Men》中獻聲，這首歌收錄在2006年發行的同名專輯中。
她也會在 MySpace 上記錄平常生活，對於世界政治的想法和歌曲創作專輯籌備的進度等等。

## 個人生活
1996年9月21日，香岱兒在珍珠果醬的多倫多演唱會上認識了OLP樂團的主唱 Raine Maida。他們於1999年12月結婚。2004年1月16日，他們的孩子 Rowan Michael 出生，之後第二個孩子 Lucca Jon 出生於2005年6月3日。第三個孩子 Salvador "Sal" Daniel 在2008年6月28日出生。目前全家居住在洛杉磯，加拿大有另一個住所在多倫多。 
她父母名為 John 和 Carol。她有第一民族的身分，另外媽媽有蘇格蘭血統，爸爸則是烏克蘭人。

## 音樂作品

### 專輯
- 《考驗人生》（Under These Rocks And Stones，加拿大，雙白金唱片）（1997）
- 《心情的顏色》（Colour Moving And Still，加拿大第9名，雙白金唱片）（1999）
- 《心的方向》（What If It All Means Something，加拿大第29名，金唱片）（美國119名）（2002）
- 《影子情人》（Ghost Stories，加拿大第2名，金唱片）（2006）

### 單曲
- 《天生如此》（God Made Me）
- 《信徒》（Believer）
- 《韋恩》（Wayne）
- 《環繞》（Surrounded）
- 《手》（Hands）
- 《搭機離去》（Leaving on a Jet Plane）（翻唱自約翰·丹佛）
- 《家的感覺》（Feels Like Home）
- 《在你之前》（Before You）
- 《寶貴生命》（Dear Life）
- 《靈魂》（Souls）
- 《遙遠》（Far Away）
- 《In This Life》
- 《Time》
- 《Julia》
- 《What If It All Means Something》
- 《Weight of the World》
- 《All I Can Do》
- 《Wonderful》
- 《Ghosts Of You》

### 音樂錄影帶
- 《天生如此》（God Made Me）
- 《信徒》（Believer）
- 《韋恩》（Wayne）
- 《環繞》（Surrounded）
- 《天生如此》（God Made Me）（美國版本）
- 《搭機離去》（Leaving on a Jet Plane）
- 《在你之前》（Before You）
- 《寶貴生命》（Dear Life）
- 《遙遠》（Far Away）
- 《In This Life》
- 《Time》
- 《Time》（電影《槓上富家女》）
- 《Lebo's River - A Tribute》（與 Raine Maida）
- 《All I Can Do》
- 《Wonderful》

### 專輯未收錄之歌曲
- 《Dealer》（收錄在日本版專輯《考驗人生》）
- 《Love Is All》（收錄在日本版專輯《考驗人生》）
- 《搭機離去》（收錄在電影《世界末日》原聲帶）
- 《家的感覺》（收錄在電視影集《戀愛時代》原聲帶與電影《絕配冤家》原聲帶）
- 《在我生命中》（收錄在電視影集《Providence》原聲帶）
- 《This Year》（收錄在電影《美國情緣》原聲帶）
- 《Leading Me Home》（收錄在電影《Men With Brooms》原聲帶）
- 《Another Small Adventure》（收錄在電影《一家之鼠2》原聲帶）
- 《Redemption Song》（收錄在合輯《Peace Songs》）
- 《O Holy Night》（與艾薇兒合唱 - 收錄於合輯《Maybe This Christmas 2》）
- 《These Days》（收錄於電影《牛仔褲的夏天》原聲帶）
- 《I Want You To Know》（收錄於電影《牛仔褲的夏天》原聲帶）
- 《Lebo's River-A Tribute》（與 Raine Maida）（收錄於《Help-a Day in the Life》專輯）
- 《Can't Make it Good》（電影《Century Hotel》主題曲）
- 《I Do Believe》（收入於iTunes網站的《影子情人》專輯）

### 與其他歌手的合作作品
- 艾薇兒《酷到骨子裡》
  - 《在一起》（Together）（艾薇兒/香岱兒）
  - 《他才不是》（He Wasn't）（艾薇兒/香岱兒）
  - 《什麼樣的感覺》（How Does It Feel）（艾薇兒/香岱兒）
  - 《被遺忘》（Forgotten）（艾薇兒/香岱兒）
  - 《誰知道》（Who Knows）（艾薇兒/香岱兒）

- 關·史蒂芬妮《愛·天使·音樂·寶貝》
  - 《敗金女（Rich Girl）（香岱兒/關·史蒂芬妮/Kara DioGuardi/Mike Elizondo/Eve/Adrian Young/M. Batson/J. Bock/S. Harnick）

- 凱莉·克萊森《美夢成真》
  - 《心歸何處》（Where Is Your Heart）（凱莉·克萊森/Kara DioGuardi/香岱兒）
  - 《轉身離開》（Walk Away）（凱莉·克萊森/Kara DioGuardi/香岱兒/Raine Maida）

- 瑪莉安《單飛》、《Set Me Free》
  - 《13 Days》（瑪莉安/香岱兒/Raine Maida）

- 雙面維若妮卡《私密情事》
  - 《Revolution》 (香岱兒/Raine Maida）

- Eva Avila《Somewhere Else》
  - 《Meant to Fly》（香岱兒/Raine Maida/Gaby Moreno）

- Rex Goudie《Look Closer》
  - 《You Got To Me》（Kara DioGuardi/香岱兒/Raine Maida)

- 莎恩·金波《好戲上場》
  - 《Hanging On》（莎恩·金波/香岱兒/Raine Maida）
  - 《Mr. Beautiful》（莎恩·金波/香岱兒/Raine Maida）

- 曼蒂·摩爾《奇幻夢境》
  - 《Gardenia》（曼蒂·摩爾/香岱兒）

- 希拉蕊·朵芙《玩美蛻變》
  - 《局外人》（Outside Of You）（Alecia Moore (P!nk)/香岱兒/Raine Maida）

- 凱莉·克萊森《心碎12月》
  - 《一分鐘》（One Minute）（凱莉·克萊森/Kara DioGuardi/香岱兒/Raine Maida）

- Luigi Masi
  - 《The Look》（香岱兒/Raine Maida）
  - 《Fake It》（香岱兒/Raine Maida）

- 大衛·庫克《大衛·庫克同名專輯》
  - 《Permanent》（大衛·庫克/香岱兒/Raine Maida）

## 獎項

### 朱諾獎 (Juno Awards)
| 年度 | 提名獎項     | 提名/得獎 |
| ---- | ------------ | --------- |
| 1997 | 最佳新進藝人 |           |
| 2000 | 最佳流行專輯 | 得獎      |
| 2000 | 最佳女歌手   | 得獎      |
| 2007 | 年度單曲     |           |
| 2007 | 最佳流行專輯 |           |

## 外部連結
- 香岱兒官方網站 （页面存档备份，存于）
- 香岱兒的MySpace主頁